# Zdický incident
Zdický incident se udál za Zdicemi dne 17. listopadu 1939. Toho dne byl do Prahy odvolán z Jinců motorizovaný kurýr německých ozbrojených sil, vojín wehrmachtu Josef Altmeyer. Když se kurýr ještě 17. listopadu 1939 vrátil zpět na svoji základnu oznámil, že se na něj neznámý pachatel během jeho zpáteční jízdy na motocyklu pokusil za Zdicemi spáchat atentát střelnou zbraní tím, že na něj několikrát vystřelil a on že palbu opětoval.
Incident byl nahlášen K. H. Frankem Heinrichu Himmlerovi a na pokyn Adolfa Hitlera se rozjelo neprodleně pátrání po neznámem střelci.
Ještě před půlnocí dne 17. listopadu 1939 byla lokalita Zdic obklíčena jednotkami Říšské ochranné policie (Schutzpolizei), Wehrmachtu a německou tajnou státní policií (gestapem). Příslušníci těchto ozbrojených složek prováděli v rámci vyšetřování v oblasti domovní prohlídky. Během nich byli zatýkáni všichni muži ve věku od 16 do 60 let (bylo jich asi 800).
Na naléhání protektorátní vlády svolil říšský protektor Konstantin von Neurath s vyhlášením výjimečného stavu, který se vztahoval jen na neněmecké státní příslušníky, byl lokalizován na Prahu a několik okolních politických okresů a trval od 18. listopadu 1939 večer do 20. listopadu 1939, kdy jej Konstantin von Neurath zase zrušil.
Díky mimořádným opatřením v Protektorátu Čechy a Morava ve zjitřené době po 15. listopadu 1939 bylo 18. listopadu 1939 ráno v okrese vyhlášeno stanné právo. Zatčení muži ze Zdic byli zadržovaní (internováni) po dobu tří dnů v místní sokolovně nebo hostinci U krále Václava IV. Němci od nich požadovali, aby udali pachatele atentátu pod pohrůžkou, že pokud tak neučiní (nebo pokud pachatel nebude vypátrán či se sám k činu nepřihlásí) do poledne 19. listopadu 1939, bude vybraných deset z nich zastřeleno. Jeden ze zadržených nakonec uvedl, že střelcem by mohl být milovník zbraní Josef Pilát z Hředel, který byl v místě incidentu navíc viděn v inkriminované době. Akce skončila označením zaměstnance místního cukrovaru Josefa Piláta ze sousední obce Hředle, jenž měl být údajným pachatelem. 
Gestapo Josefa Piláta v místě bydliště sice nezastihlo, ale hledaný se sám přihlásil na četnickou stanici ještě 18. listopadu 1939 v bláhové víře ve svoji nevinu. Jeho přiznání bylo gestapem vynuceno zostřeným výslechem podpořeným pohrůžkou zastřelení několika mužů ze Zdic. Nevinný Josef Pilát byl z útoku skutečně obviněn a později odsouzen k pětiletému trestu odnětí svobody. V roce 1940 byl převezen do koncentračního tábora Sachsenhausen, kde se 22. resp. 23. dubna 1945 dočkal osvobození sovětskou a polskou armádou.
Během vyšetřování na místě údajného útoku ale nebyly nalezeny žádné jiné nábojnice než ty ze zbraně kurýra německých ozbrojených sil. Nakonec se Josef Altmeyer gestapu dne 19. listopadu 1939 přiznal, že si celý incident vymyslel (zřejmě aby zamaskoval své zpoždění) a že si sám motocykl prostřílel vlastní zbraní.
Podrobné informace o tomto „Zdickém incidentu“ odvysílala londýnská rozhlasová stanice BBC. V poválečném soudním procesu s nacistickým zločincem K. H. Frankem (a s dalšími vyššími důstojníky gestapa) byla tato událost uváděna a byl na ni brán zřetel.